# Annie Ross
Annie Ross (* 25. Juli 1930 in Mitcham, England als Annabelle Short Lynch; † 21. Juli 2020 in New York City) war eine amerikanische Jazzsängerin und Schauspielerin britischer Herkunft. Neben ihrer Solokarriere war sie von 1957 bis 1962 Mitglied des Trios Lambert, Hendricks & Ross.

## Leben und Wirken
Ihre Eltern waren in England im Showbusiness, und schon mit zwei Jahren wurde Annie Ross von ihnen in ihre Nummer eingebunden. Mit drei Jahren zog sie mit ihrer Mutter zu ihrer Tante, der Broadway-Darstellerin Ella Logan in die Vereinigten Staaten, wo sie in Los Angeles aufwuchs. Bereits mit sieben Jahren sang sie Loch Lomond im Kleine-Strolche-Film Our Gang of Follies of 1938. 1943 war sie als Judy Garlands Schwester in der Filmkomödie Presenting Lily Mars zu sehen. 1947 kehrte sie zurück nach Großbritannien, wo sie mit ihren Eltern in Schottland auftrat.
1948 hatte sie ihr Debüt als Sängerin im Nachtclub Orchard Room in London. Hugh Martin nahm sie mit nach Paris, wo sie blieb und ihre erste Aufnahme machte, Le Vent Vert mit James Moody und dem Pianisten Jacques Diéval. Danach zog sie nach New York, wo sie 1952 erste Aufnahmen für das DeeGee Label von Dizzy Gillespie machte, gemeinsam mit Blossom Dearie, Milt Jackson, Kenny Clarke und Percy Heath. 1952 war ihre Vokalfassung von Wardell Grays Saxophonsolo über Twisted (Aufnahme bei Prestige mit George Wallington und Art Blakey), deren Text sie selbst geschrieben hatte, ein großer Erfolg (an den später Joni Mitchell und Bette Midler mit Neuinterpretationen des Stücks anzuschließen versuchten). 1953 ging sie mit Lionel Hampton auf Europatournee, die allerdings so katastrophal war, dass sie unterwegs mit anderen Musikern ausstieg. Sie nahm in Stockholm mit Lars Gullin auf, arbeitete dann in England mit Jack Parnell, Ronnie Scott und Tony Crombie, bevor sie nach New York zog. Im Londoner West End hatte sie mit der Revue Cranks Erfolg, und sie spielte auch in dessen Broadway-Produktion in New York.
Von 1957 bis zu ihrem krankheitsbedingten Ausscheiden 1962 bildete sie gemeinsam mit Dave Lambert und Jon Hendricks ein erfolgreiches Vokaltrio, das insbesondere die mit Twisted bekannt gewordene Technik des Vokalisierens pflegte, also Instrumentalimprovisationen mit Text versehen scatartig vortrug. Das Debütalbum erschien 1957, und im selben Jahr erhielt sie einen Solovertrag bei World Pacific Records, aus dem das Album Annie Ross Sings a Song of Mulligan (1958 mit Gerry Mulligan, Chet Baker, Art Farmer) hervorging. Während ihrer Zeit in dem Vokaltrio folgten noch die Alben Gipsy (1959, mit Buddy Bregman und seiner Band) und A Gasser ! (1959, in einer Allstar-Besetzung mit Zoot Sims). 
Danach ging Ross wieder nach London, wo sie als Schauspielerin und Sängerin arbeitete. 1965 wurde sie in London Teilhaberin eines Jazzclubs Annie’s Room, in dem sie selbst auftrat. Mit Hendricks arbeitete sie Ende der 1960er noch einmal zusammen und trat mit ihm und Georgie Fame, von Count Basie begleitet, 1968 beim JazzFest Berlin auf. Weiterhin erschienen Produktionen mit Cleo Laine/John Dankworth, mit Dave MacRae (You and My Baby) und mit Hoagy Carmichael/Georgie Fame (In Hoagland 1981). 1985 zog sie wieder in die USA.
Dort nahm sie ihre Karriere als Filmschauspielerin wieder auf und spielte in Superman III (1983), Schmeiß’ die Mama aus dem Zug! (1987), Hart auf Sendung (1990) und – mit einigen autobiographischen Zügen – in Robert Altmans Short Cuts (1993), wo sie auch zum Soundtrack beitrug und Balladen von U2, Elvis Costello und Dr. John interpretierte. Ab Mitte der 1990er Jahre verfolgte sie ihre Karriere als Sängerin wieder aktiv; 1996 erschien das Album Music Is Forever, die CD Let Me Sing folgte 2005. Beim Festival JazzAscona 2006 trat Ross mit dem Sextett von Warren Vaché auf. Eine Hommage an Billie Holiday brachte sie 2014 auf Red Anchor Records mit dem Album To Lady with Love (mit den Gitarristen Bucky und John Pizzarelli) heraus.
Ross, die 2001 die amerikanische Staatsbürgerschaft annahm, lebte bis zu ihrem Tod wenige Tage vor ihrem 90. Geburtstag im Juli 2020 in Manhattan, wo sie bis 2017 wöchentlich im Metropolitan Room auftrat. 2010 erhielt sie die NEA Jazz Masters Fellowship.

## Diskographische Hinweise
- Lambert, Hendricks & Ross: Twisted: The Best of Lambert, Hendricks & Ross (Rhino, rec. 1957–61)
- Sings a Song with Mulligan! (EMI, 1958)
- Sings a Handful of Songs (Fresh Sound, 1963)
- Music is Forever (DRG, 1996)
- Let Me Sing (Consolidated Artists, 2005)

## Filmografie
- 1943: Bühne frei für Lily Mars (Presenting Lily Mars)
- 1972: Ehe der Morgen graut (Straight On till Morning)
- 1974: Mondblut (The Beast Must Die)
- 1974: Eine todsichere Sache (Dead Cert)
- 1975: Alfie, der liebestolle Schürzenjäger (Alfie Darling)
- 1975: Salon Kitty
- 1979: Yanks – Gestern waren wir noch Fremde (Yanks)
- 1983: Superman III – Der stählerne Blitz (Superman III)
- 1983: Funny Money – Tödliche Kreditkarten (Funny Money)
- 1987: Schmeiß’ die Mama aus dem Zug! (Throw Momma from the Train)
- 1988: Witchcraft – Das Böse lebt (La Casa 4)
- 1990: Hart auf Sendung (Pump Up the Volume)
- 1990: Basket Case 2
- 1991: Basket Case 3 – Die Brut (Basket Case 3: The Progeny)
- 1992: The Player
- 1993: Short Cuts
- 1994: Operation Blue Sky (Blue Sky)